# Schweizer Frauen-Verband
Schweizer Frauen-Verband var en kvinnoförening i Schweiz, aktiv 1885-1892.   Det var den första nationella kvinnoföreningen i Schweiz. Den organiserade främst medelklasskvinnor. Föreningens syfte var att förbättra kvinnors ställning i samhället. Den upplöstes på grund av inre oenighet över dess mål och organisation, och en utbrytargrupp grundade år 1888 Schweizerischen Gemeinnützigen Frauenverein (SGF). 